# Fondsmanager
Fondsmanager ist der die Funktion des Fondsmanagements ausübende Beruf, der sich als Vermögensverwalter insbesondere mit dem Portfoliomanagement eines Portfolios bei Investmentgesellschaften befasst.

## Allgemeines
Als Portfolien kommen hauptsächlich Aktienfonds, Alternative Investmentfonds, Dachfonds, Ethikfonds, Filmfonds, Garantiefonds, Geldmarktfonds, Hedgefonds, Immobilienfonds, Offener Immobilienfonds, Immobilien-Spezialfonds, Indexfonds, Infrastrukturfonds, Laufzeitfonds, Medienfonds, Mischfonds, Rentenfonds, Schiffsfonds, Spezialfonds oder Waldfonds in Frage. Diese Portfolien bedürfen eines Portfoliomanagements, das speziell bei Investmentfonds als Fondsmanagement bezeichnet wird. Das Fondsmanagement ist eine Funktion in der Aufbauorganisation eines Investmentfonds und verfolgt die Unternehmensziele der Fondsgesellschaft. Nach den Vorgaben der BaFin beinhaltet das Fondsmanagement die Organisationseinheit bzw. die Mitarbeiter, die Anlageentscheidungen für die Investmentvermögen treffen. Das Fondsmanagement erstreckt sich ausschließlich auf das Investmentvermögen oder Sondervermögen eines Investmentfonds.
Investmentgesellschaften sind stark reguliert und müssen insbesondere die Vorschriften des Kapitalanlagegesetzbuchs (KAGB) beachten, die sich unmittelbar auf das Fondsmanagement auswirken.

## Aufgaben
Der Fondsmanager ist idealerweise ein qualifizierter Finanzanalyst. Seine Aufgaben sind die Marktbeobachtung insbesondere der Finanzmärkte, die Marktanalyse und die Anlageallokation, die meist anhand eines Vergleichsmaßstabs (Benchmark) zum Kauf, Verkauf oder Halten einzelner Finanzinstrumente (insbesondere Wertpapiere) führt. Bei der Auswahl der Einzeltitel hat er Emittenten-, Branchen- und Länderlimite zu berücksichtigen. Bei der Anlageallokation ist auf eine gute Risikodiversifizierung mit vertretbarer Risikomischung durch hohe Granularität bei vertretbarem Klumpenrisiko zu achten. Der Fondsmanager beachtet die vorgegebene Anlagestrategie, analysiert die Hebelwirkung des Investmentvermögens und das Ausmaß, bis zu dem dieses Leverage abgesichert ist (§ 29 Abs. 4 KAGB). Der Fondsmanager ist verpflichtet, die gesamte Performance zu überwachen, um eine nachhaltige Wertentwicklung des Investmentvermögens sicherzustellen.

## Rechtsfragen
Das Fondsmanagement ist an die Rechtspflichten gebunden, die das KAGB der Kapitalverwaltungsgesellschaft auferlegt. Gemäß § 26 Abs. 2 KAGB müssen deshalb auch Fondsmanager ihrer Tätigkeit „ehrlich, mit der gebotenen Sachkenntnis, Sorgfalt und Gewissenhaftigkeit und redlich nachgehen, im besten Interesse der von ihr verwalteten Investmentvermögen oder der Anleger dieser Investmentvermögen und der Integrität des Marktes handeln“. Ferner müssen sie alle angemessenen Maßnahmen zur Vermeidung von Interessenkonflikten und – wo diese nicht vermieden werden können – zur Ermittlung, Beilegung, Beobachtung und gegebenenfalls Offenlegung dieser Interessenkonflikte treffen, über die für eine ordnungsgemäße Geschäftstätigkeit erforderlichen Mittel und Verfahren verfügen und diese wirksam einsetzen, alle auf die Ausübung ihrer Geschäftstätigkeit anwendbaren regulatorischen Anforderungen erfüllen, um das beste Interesse der von ihr verwalteten Investmentvermögen oder der Anleger dieser Investmentvermögen und die Integrität des Marktes fördern und alle Anleger der Investmentvermögen fair behandeln. § 27 KAGB trifft genaue Anordnungen über den Umgang mit Interessenkonflikten. Nach § 28 Abs. 1 Nr. 4 KAGB sind insbesondere geeignete Regelungen für die Anlage des eigenen Vermögens der Kapitalverwaltungsgesellschaft zu treffen. Wegen der Funktionstrennung muss das einzurichtende Risikocontrolling gemäß § 29 Abs. 1 KAGB hierarchisch und funktionell unabhängig vom Fondsmanagement sein. Das Fondsmanagement darf sich nach § 29 Abs. 2a KAGB bei der Bewertung der Kreditqualität der Vermögensgegenstände der Investmentvermögen nicht ausschließlich oder automatisch auf Ratings stützen, die von einer Ratingagentur abgegeben wurden. Sinkt das Rating eines Vermögensgegenstands jedoch unter den Investment Grade, so ist der Fondsmanager verpflichtet, ihn zu veräußern.
Bei Anlageentscheidungen von wesentlichen Auswirkungen auf das Risikoprofil des Investmentvermögens ist das Risikocontrolling im Vorfeld einzubeziehen; der jeweilige Fondsmanager muss vor jedem Geschäftsabschluss für ein Investmentvermögen in angemessener Weise Kenntnis von der Auslastung der internen Limitvorgaben haben. Das Fondsmanagement darf dann die Anlageentscheidungen nur innerhalb der vorgegebenen Risikolimite treffen.
Da alternative Investmentfonds in der Regel kein wirtschaftliches Eigenleben haben, wurden die Fondsmanager dieser Fonds als zu regulierende Einheit identifiziert. Diese werden als Verwalter alternativer Investmentfonds (kurz AIFM, von englisch Alternative Investment Fund Manager) bezeichnet. Verwalter alternativer Investmentfonds sind juristische Personen, deren Aufgabe die Verwaltung von alternativen Investmentfonds ist. Diese AIFM-Fondsmanager benötigen eine europaweit geltende Erlaubnis der BaFin für das Fondsmanagement.

## Risikomischung
Investmentgesellschaften unterliegen dem Prinzip der Risikodiversifizierung, die vom KAGB Risikomischung genannt wird. Dazu gibt es nach den §§ 192 ff. KAGB Vorschriften über zulässige Vermögensgegenstände, das Verbot des Leerverkaufs (§ 205 KAGB), Emittentenlimits bis zu 5 % bzw. 10 % des Investmentvermögens (§ 206 KAGB, § 210 KAGB) sowie Grundsätze der Risikomischung (§ 110 Abs. 2 KAGB, § 214 KAGB, § 243 KAGB, § 262 KAGB).

## Pflichten
Der Fondsmanager muss bei seiner Entscheidung mit der gebotenen Sorgfalt nicht nur die Entwicklung der Börsen beobachten, sondern ist daneben auch an die Anlagebedingungen und Anlagegrundsätze des Fonds und gesetzliche Bestimmungen gebunden.

### Sorgfaltspflicht
Die allgemeine Hauptpflicht ist die Pflicht zur Verwaltung des Investmentfonds mit der Sorgfalt eines ordentlichen Kaufmanns im ausschließlichen Interesse der Anteilseigner und mit dem Ziel, Wertsteigerungen oder verlässliche Erträge zu erzielen. Bei den Entscheidungen wird dem Fondsmanager ein erheblicher Beurteilungsspielraum eingeräumt (Business Judgement Rule), soweit sich nicht im Hinblick auf die konkrete Entscheidungslage, die Interessen der Anleger an Erhaltung der Ertragskraft oder im Hinblick auf bestimmte Situationen, z. B. bei Insolvenzgefahr eine Konkretisierung der Verpflichtung zu sorgfältiger Handlungsweise ergibt. Die Gerichte dürfen nicht ihre eigene Beurteilung an die Stelle des kaufmännischen Urteils des Fondsmanagers setzen, auch wenn sich nachträglich herausstellen sollte, dass eine kaufmännisch vernünftige oder vertretbare Entscheidung sich nachteilig ausgewirkt hat. Finanzrisiken sind unvermeidbar; nicht ihre Eingehung, sondern ihre Vermeidung kann unter Umständen vorwerfbar sein. Entscheidend ist also nicht der Schaden des Fonds als solcher, da der Fonds stets das Investmentrisiko trägt. Entscheidend ist hingegen die Außerachtlassung der erforderlichen Sorgfalt bei Vorbereitung und Kontrolle der Entscheidungen bzw. bei der Überwachung des Investments, da sich Fehlinvestments zwar nicht vermeiden, aber in Häufigkeit und Schadenspotenzial durch Sorgfalt und Kontrolle reduzieren lassen.

### Treuepflicht
Hinzu kommt die Pflicht zur Treue und Interessewahrung im ausschließlichen Interesse der Anteilseigner. Interessenkonflikte sind zu vermeiden, die Integrität des Marktes ist zu bewahren.

### Risikominderungspflicht
Dem Schutz der Anlegerinteressen dienen insbesondere Verbote des Leerverkaufs und die Anlageregeln zur Vermeidung übergroßer Risiken und zur Risikostreuung in den Regelungen zum Einsatz von Derivaten, den Regelungen zu den erlaubten Investmentgegenständen und den Pflichten zur Risikostreuung. In der Regel dürfen nicht mehr als 5 Prozent der Gesamtmittel des Fonds in Wertpapiere eines Ausstellers investiert werden.

### Informationspflicht
Das Gebot der vollständigen und richtigen Anlegerinformation erfordert vor Anteilsverkauf die für den Anleger kostenlose Verfügbarkeit eines Verkaufsprospekts mit Vertragsbedingungen, die Veröffentlichung von Jahres- und Halbjahresergebnissen und die regelmäßige Errechnung und Veröffentlichung der Anteilspreise gemäß den Vertragsbedingungen des Fonds.

### Vertraulichkeit
Die Geheimhaltung und Wahrung der Vertraulichkeit durch die Fondsmitarbeiter nach den einschlägigen Regelungen zum Bankgeheimnis und den Vorschriften des zweiten Finanzmarktförderungsgesetzes zur Vertraulichkeit kursrelevanter Tatsachen.

### Pflicht zu separater Verwaltung
Die Verpflichtung zu separater Verwaltung durch die Beauftragung einer geeigneten Verwahrstelle verhindert zusammen mit der treuhänderisch ausgeprägten Kontrollfunktion der Verwahrstelle eine Vermögensvermengung.

## Haftung
Für den aus der Pflichtverletzung dem Investmentfonds entstehenden Schaden haften die pflichtwidrig und schuldhaft Handelnden nach den obigen Vorschriften in Verbindung mit den Vorschriften zum Dienstvertrag (§ 675 BGB, § 611 ff. BGB in Verbindung mit den Vorschriften der § 325, § 326 BGB). Die Schadenersatzhaftung setzt dafür stets Verletzung einer Pflicht voraus. Weder nach deutschem Recht noch nach ausländischen Gesetzen haftet ein Fondsmanager allein für Misserfolg.
Zum äußeren Tatbestand einer Pflichtverletzung muss ein Verschulden des Fondsmanagers, d. h. eine Verletzung der sog. „inneren Sorgfalt“, hinzukommen. Für das Verschulden des Fondsmanagers gilt keine Haftungserleichterung, d. h., sie haben für Vorsatz und jede Fahrlässigkeit einzustehen.
Maßgeblich sind nicht die subjektiven Fähigkeiten, sondern der Standard eines „ordentlichen und gewissenhaften Fondsmanagers“ bestimmt das Maß der Fähigkeiten und Anstrengungen, die der Fondsmanagers aufbieten muss, um seinen Pflichten zu genügen, d. h., Verstöße gegen diese Pflichten lösen regelmäßig Haftung aus und eine Berufung auf fehlendes Verschulden, etwa Unkenntnis der einzelnen Pflicht, entlastet regelmäßig nicht.

### Haftung gegenüber Anteilseignern
Jeder Anleger kann vom Fondsmanager gesetzmäßiges Fondsmanagement erwarten. Die Verwahrstelle ist verpflichtet, mögliche Schadenersatzansprüche in seinem Namen geltend zu machen. Im Falle der Untätigkeit ist ein direkter Anspruch des Anteilseigners gegen Fondsmanager oder Verwahrstelle oder eine analoge Anwendung der Regelungen der Actio pro socio denkbar.

### Haftung gegenüber Staat
Der Fondsmanager steht nach dem KAGB unter staatlicher Aufsicht und hat u. a. regelmäßig zu berichten. Der Staat kann bei Pflichtverletzungen die Geschäfte zeitweise oder dauernd untersagen und auch Bußgelder verhängen.

## Versicherung
Eine Pflichtversicherung oder Vorsorgeverpflichtung besteht nur für Fondsmanager alternativer Fonds gemäß § 25 Abs. 6 und Abs. 8 KAGB.
Der Versicherung der Haftung und der Prämienzahlung dafür durch die Unternehmen steht nichts entgegen. Verschiedene Versicherer haben das Deckungskonzept einer Fondsmanagerversicherung entwickelt, wenngleich meist der Anspruch der Verwahrstelle gegen den Fondsmanager nicht versichert ist und ferner die Deckung für Vorsatz fehlt. Die Versicherungsdichte ist aktuell noch sehr gering.
Freilich kann sich der Verzicht auf eine derartige Versicherung bei Investmentfonds nicht zum Nachteil der Anleger auswirken. Die Sondervermögen sind nicht insolvenzfähig, denn sie gehören nach § 99 Abs. 3 Satz 2 KAGB nicht zur Insolvenzmasse der Kapitalverwaltungsgesellschaft. Der Anlegerschutz ist daher investmentrechtlich gewährleistet und bedarf keiner gesonderten Einlagensicherung. Erlischt das Recht der Kapitalverwaltungsgesellschaft, ein Sondervermögen zu verwalten (etwa durch deren Insolvenz), so geht gemäß § 100 Abs. 1 KAGB – wenn das Sondervermögen im Eigentum der Kapitalverwaltungsgesellschaft steht – das Sondervermögen auf die Verwahrstelle über oder – wenn es im Miteigentum der Anleger steht – geht das Verwaltungs- und Verfügungsrecht über das Sondervermögen auf die Verwahrstelle über. Die Verwahrstelle hat das Sondervermögen abzuwickeln und an die Anleger zu verteilen (§ 100 Abs. 2 KAGB).
Damit ist jedoch lediglich das Emittentenrisiko der Investmentgesellschaft abgedeckt; der Anleger trägt jedoch die üblichen Finanzrisiken wie insbesondere das Kursrisiko oder Zinsänderungsrisiko seiner Investmentzertifikate.